# 타마루 아츠시
타마루 아츠시(일본어: 田丸 篤志 たまる あつし[*], 1986년 2월 27일 ~ )는 일본의 남자 성우이다. 마우스 프로모션 소속. 홋카이도 태생. 사이타마현 출신.

## 출연 작품

### 극장판 애니메이션
- 2025년 킹 오브 프리즘 -유어 엔드리스 콜- 모두 빛나라! 프리즘 투어즈 - 휴이 역

## 소속사
- 시그마 세븐e (2009~2016.09.30)
- 시그마 세븐 (2016.10.01~2020.03.31)
- 마우스 프로모션 (2020.04.01~현재)